# Kulla, Ulvsby
Kulla (finska Kullaa) var en tidigare kommun i landskapet Satakunda i Västra Finlands län. Kommunen uppgick den 1 januari 2005 i Ulvsby stad genom kommunsammanslagning.
Kommunen hade 1 601 invånare (2003) och en yta (landsareal) av 269,6 km².